# Leonardo Sernicola
Leonardo Sernicola, né le 30 juillet 1997 à Civita Castellana en Italie, est un footballeur italien qui évolue au poste d'arrière droit à l'US Cremonese.

## Biographie

### Débuts
Né à Civita Castellana en Italie, Leonardo Sernicola est formé par le Ternana Calcio, où il commence sa carrière professionnelle, en Serie B. Il joue son premier match le 16 août 2016, lors d'une rencontre de championnat face à l'AC Cesena. Il entre en jeu à la place de Fabiano Santacroce et les deux équipes se neutralisent (1-1 score final).
Lors de l'été 2018, Leonardo Sernicola s'engage en faveur de l'US Sassuolo. Le transfert est annoncé le 27 juin 2018,.
En manque de temps de jeu, Sernicola est prêté par Sassuolo le 9 juillet 2019 au Virtus Entella. Très peu utilisé à Entella où il ne joue que six matchs et marque un but, il est rappelé de son prêt en janvier 2020 pour être de nouveau prêté, cette fois à l'Ascoli Calcio jusqu'à la fin de la saison.
Le 25 septembre 2020, Sernicola est prêté pour une saison à la SPAL Ferrara, en même temps que son coéquipier Enrico Brignola.

### US Cremonese
Le 20 juillet 2021, Leonardo Sernicola rejoint l'US Cremonese sous la forme d'un prêt d'une saison. 
Sernicola fait sa première apparition sous les couleurs de l'US Cremonese face au Torino FC le 15 août 2021, en coupe d'Italie. Il est titularisé mais ne peut empêcher la défaite de son équipe, qui est éliminée après une séance de tirs au but. Lors de cette saison 2021-2022, il participe à la montée du club en première division, l'US Cremonese terminant deuxième de Serie B et retrouvant l'élite du football italien 26 ans après l'avoir quittée.
Courtisé notamment par le Parme Calcio durant l'été après sa bonne saison 2021-2022, Sernicola décide de poursuivre l'aventure avec l'US Cremonese, quittant définitivement Sassuolo pour s'engager avec les Grigiorossi le 8 juillet 2022,.
Sernicola retrouve alors la Serie A, étant titularisé le 14 août 2022, à l'occasion de la première journée de la saison 2022-2023, contre l'ACF Fiorentina. Son équipe s'incline par trois buts à deux ce jour-là.

### En sélection
Leonardo Sernicola représente l'équipe d'Italie des moins de 20 ans, étant notamment retenu pour participer à la coupe du monde des moins de 20 ans en 2017. Lors de ce tournoi organisé en Corée du Sud, il joue deux matchs, tous deux en tant que titulaire. Avec cette équipe comptant notamment dans ses rangs Riccardo Orsolini, Matteo Pessina ou encore Rolando Mandragora, l'Italie atteint les demi-finales, où elle est battue par l'Angleterre (1-3) et remporte le match pour la troisième place contre l'Uruguay après une séance de tirs aux but.